# Эдгрен, Уле
Уле Кристиан Эдгрен (швед. Ole Christian Edgren; 12 мая 1898, Йювяскюля, Великое княжество Финляндское — 18 февраля 1962, Турку, Финляндия) — финский дирижёр и композитор.
Сын Класа Кристиана Эдгрена (1864—1904), медика и энтомолога.
Изучал скрипку, дирижирование и композицию в Гельсингфорсе, затем в берлинской Консерватории Штерна. В 1924—1929 гг. работал в Германии. В 1929—1937 гг. играл на альте в одном из оркестров Хельсинки, в 1937—1941 гг. возглавлял оркестр в городе Пори. Наиболее известен как руководитель Филармонического оркестра Турку (с 1941 г. до конца жизни).
Автор оркестровых увертюр, камерных и фортепианных сочинений.
Жена — актриса Биргит Хестеско (швед. Birgit Hästesko; 1903—1992).